# Ленка-Велика (Великопольське воєводство)
Ленка-Велика (пол. Łęka Wielka) — село в Польщі, у гміні Понець Гостинського повіту Великопольського воєводства.
Населення — 710 осіб (2011).
У 1975-1998 роках село належало до Лешненського воєводства.

## Демографія
Демографічна структура станом на 31 березня 2011 року:
|          | Загалом | Допрацездатний вік | Працездатний вік | Постпрацездатний вік |
| -------- | ------- | ------------------ | ---------------- | -------------------- |
| Чоловіки | 358     | 74                 | 252              | 32                   |
| Жінки    | 352     | 73                 | 212              | 67                   |
| Разом    | 710     | 147                | 464              | 99                   |